# Inosinato de calcio
El Inosinato de calcio es una sal  ácida del ácido inosínico con calcio. Este compuesto químico se emplea en la industria alimentaria como potenciador del sabor de número E: 633.